# Ланд (департман)
Ланд (фр. Landes) департман је у југозападној Француској. Припада региону Нова Аквитанија, а главни град департмана (префектура) је Мон де Марсан. Департман Ланд је означен редним бројем 40. Његова површина износи 9.243 км². По подацима из 2010. године у департману Ланд је живело 384.320 становника, а густина насељености је износила 42 становника по км².
Овај департман је административно подељен на:
- 2 округа
- 30 кантона и
- 331 општина.

## Демографија
| 2011.   |
| ------- |
| 387.929 |